# 1-я бронетанковая бригада 3-й пехотной дивизии
1-я бронетанковая бригада 3-й пехотной дивизии (англ. 1st Armored Brigade Combat Team, 3rd Infantry Division) — тактическое соединение Армии США в составе 3-й пехотной дивизии.
Сокращённое наименование в английском языке — 1 ABCT, 3 ID, 1-3 ID.
Пункт постоянной дислокации — Форт-Стюарт (Хайнсвилл), штат Джорджия.

## Состав бригады
- Штаб и штабная рота (Brigade Headquarters and Headquarters Company)
- 5-й эскадрон 7-го кавалерийского полка «Боевая раскраска» (разведка, наблюдение, целеуказание) (5th Squadron, 7th Cavalry Regiment (RSTA) «Warpaint»)
- 1-й батальон 64-го бронетанкового полка «Разбойник пустыни» (1st Battalion, 64th Armor Regiment «Desert Rogue»)
- 3-й батальон 69-го бронетанкового полка «Скорость и мощность» (3rd Battalion, 69th Armor Regiment «Speed & Power»)
- 2-й батальон 7-го пехотного полка «Подборщики хлопка» (2nd Battalion, 7th Infantry Regiment «Cottonbalers»)
- 1-й дивизион 41-го артиллерийского полка «Оружие славы» (1st Battalion, 41st Field Artillery Regiment «Glory’s Guns»)
- 10-й инженерный батальон «Мост через небо» (10th Brigade Engineer Battalion «Bridge the Sky»)
- 3-й батальон поддержки бригады «Готов к работе» (3rd Brigade Support Battalion «Ready to Roll»)[1]

## История
1-я бронетанковая бригада 3-й пехотной дивизии была впервые сформирована 12 ноября 1917 года в Форт-Блисс, штат Техас. Менее чем через шесть месяцев бригада была переброшена во Францию. Во время Первой мировой войны бригада участвовала в таких сражениях, как оборона Эны, Шато-Тьерри и оборона Шампань — Марны. Бригада вела наступательные действия при Эне — Марне и Сен-Миеле, выведя фронт союзников из трёхлетнего тупика окопной войны.
Бригада провела множество операций во время Второй мировой войны. 1 июня 1942 года бригада была реорганизована и переименована в штабную роту 3-й пехотной дивизии. К октябрю 1942 года бригада была переброшена в Северную Африку. Там подразделение участвовало в действиях в Марокко, а затем совершило высадку десанта на Сицилии и во Франции.
Бригада продвигалась через Францию и в Германию, встречая всё более ожесточённое сопротивление. После трёх лет войны долгий поход закончился под Зальцбургом, Австрия. 1-я бригада переброшена в Республику Корея, где она участвовала в восьми кампаниях, начиная с высадки в Вонсане в ноябре 1950 года. Республика Корея дважды награждала 1-ю бригаду за её действия. Бригада была отмечена в общем приказе № 43 Министерства армии за оборону реки Имджин и линии реки Хантан в апреле 1951 года, за стратегическое отступление с апреля по май 1951 года и за оборону Сеула (Operation Ripper или «Четвёртая битва за Сеул») в мае 1951 года.
В январе 2003 года 1-я бригада прибыла в Кувейт с задачей сдерживания иракской агрессии в регионе. К марту, после бесчисленных учений в кувейтской пустыне и ультиматума Саддаму Хусейну со стороны президента Джорджа Буша, будущее казалось ясным. В ночь на 20 марта 2003 года бригада пересекла границу Ирака и начала свой марш к Багдаду.
1-я бригада вернулась в Ирак в декабре 2004 года в провинцию Салах-эд-Дин для участия в OIF III. В январе 2007 года бригада передислоцировалась в Ирак, на этот раз в провинцию Анбар, став первой бригадой, которая трижды перебрасывалась в Ирак, и одной из первых бригад, развёрнутых в рамках операции по увеличению численности, которая стала переломным моментом в войне. Бригада была развёрнута в Ираке в четвертый раз. Бригада стала первым подразделением, которое было организовано, обучено, оснащено и действовало как бригада советников и помощников. Бригада сотрудничала с шестью иракскими дивизиями и тремя оперативными командованиями в Багдаде, городе с населением более семи миллионов человек, где в одно время действовали одиннадцать бригад США и два дивизионных штаба.
В сентябре 2012 года бригада была развёрнута в качестве бригады содействия силам безопасности для консультирования и оказания помощи Силам национальной безопасности Исламской Республики Афганистан (СНБ ИРА) на юго-востоке Афганистана, а также для проведения операций по стабилизации обстановки в деревнях на территории афганской провинции Забуль. В ходе развёртывания бригада осуществляла надзор за передачей нескольких баз ISAF в ведение СНБ ИРА и афганского правительства.
Начиная с 2015 года, бригада развёртывалась в поддержку армии США в Европе и операции «Атлантическая решимость», проводя учения во многих странах, включая Германию, Польшу, Венгрию, Румынию, Болгарию, Латвию, Литву и Эстонию. Бригада «Рейдер» была трижды переброшена в поддержку миссии «Регионально объединённые силы» и провела тренировки и учения со многими партнерами по НАТО и коалиции. 
В 2018 году 1ABCT завершила девятимесячную ротацию в качестве регионально объединённых сил (RAF) Тихоокеанского командования США. Во время ротации в Корее 1ABCT служила в качестве ротируемой бронетанковой бригады, поддерживающей 2-ю пехотную дивизию США. Основной задачей 1ABCT была подготовка к оказанию поддержки государственному департаменту во время эвакуации некомбатантов (NEO) и в качестве оперативной группы по борьбе с оружием массового поражения (ОМП).